# Ричард Кингсън
Ричард Пол Франк Кингсън (на английски: Richard Paul Franck Kingson) е ганайски футболист, роден на 13 юни 1978 г. в Акра. Фамилното му име всъщност е Кингстън, но правописната грешка, която допуска ФИФА се харесва на вратаря и той започва да се нарича със сгрешеното име. Кингсън има и турско гражданство и турско име - Фарук Гьорсой. За възрастта си той има сравнително малко изиграни мачове и в настоящия си отбор ФК Блакпул е едва трети вратар, но за сметка на това е рекордьор по мачове за националния отбор на Гана и един от най-силно представилите се ганайски футболисти на Световното първенство през 2010 г.

## Клубна кариера
Кингсън започва кариерата си в ганайския Грейт Олимпикс, но по-голямата част от нея преминава в Турция, където играе за шест различни отбора. За кратко играе под наем в шведския Хамарбю, а от 2007 г. е в Англия, където обаче не успява да се наложи като титуляр в отборите на Бирмингам Сити и Уигън и впоследствие в Блакпул.

## Национален отбор
Освен че е рекьордьор по мачове за Гана, Кингсън има и един отбелязан гол в края на приятелската среща с Танзания през 2008 г. Любопитното е, че голйт идва след центриране от фаул на неговия брат Ларея Кингстън. Кингсън участва на Световните първенства през 2006 и 2010 г., като по време на последното е с голяма заслуга отборът да играе на четвъртфинал, след като спасява няколко положения в осминафинала срещу САЩ и е избран за играч на мача. Като цяло представянето му на световното първенство е на изненадващо добро ниво, защото преди това той е считан за слабото звено в един добре сработен отбор. Участва и на Купата на африканските нации през 2008 и 2010 г., като и двата пъти печели медал (бронзов и сребърен) и е избран в идеалния отбор на турнира.

## Успехи
Гана
- Купа на африканските нации
  - Сребърен медал: 2010
  - Бронзов медал: 2008
  - Идеален отбор: 2008, 2010
- Световно първенство по футбол
  - Четвъртфиналист: 2010